# منتصلة كحولية
منتصلة كحولية (الاسم العلمي: Achromobacter spiritinus) هي نوع من البكتيريا، سلبية الغرام، تتبع المنتصلة.